# Rue Antoinette-Fouque
La rue Antoinette-Fouque est une rue du 20e arrondissement de Paris. 

## Situation et accès
Elle relie l'avenue Gambetta au boulevard Mortier.
Elle est desservie par la station de métro Porte des Lilas (lignes 3 bis et 11).

## Origine du nom
Elle porte le nom de la féministe, psychanalyste et philosophe française Antoinette Fouque (1936-2014),.

## Historique
En janvier 2017, le Conseil de Paris renomme la « voie provisoire FF/20 » en rue Antoinette-Fouque.
La rue est inaugurée par la maire Anne Hidalgo le 8 mars 2018, à l'occasion de la Journée internationale des droits de la femme.

## Bâtiments remarquables et lieux de mémoire
- La Porte des Lilas
- La piscine Georges-Vallerey
- La Caserne des Tourelles
- Le square du Docteur-Variot.

La rue Antoinette Fouque et son quartier
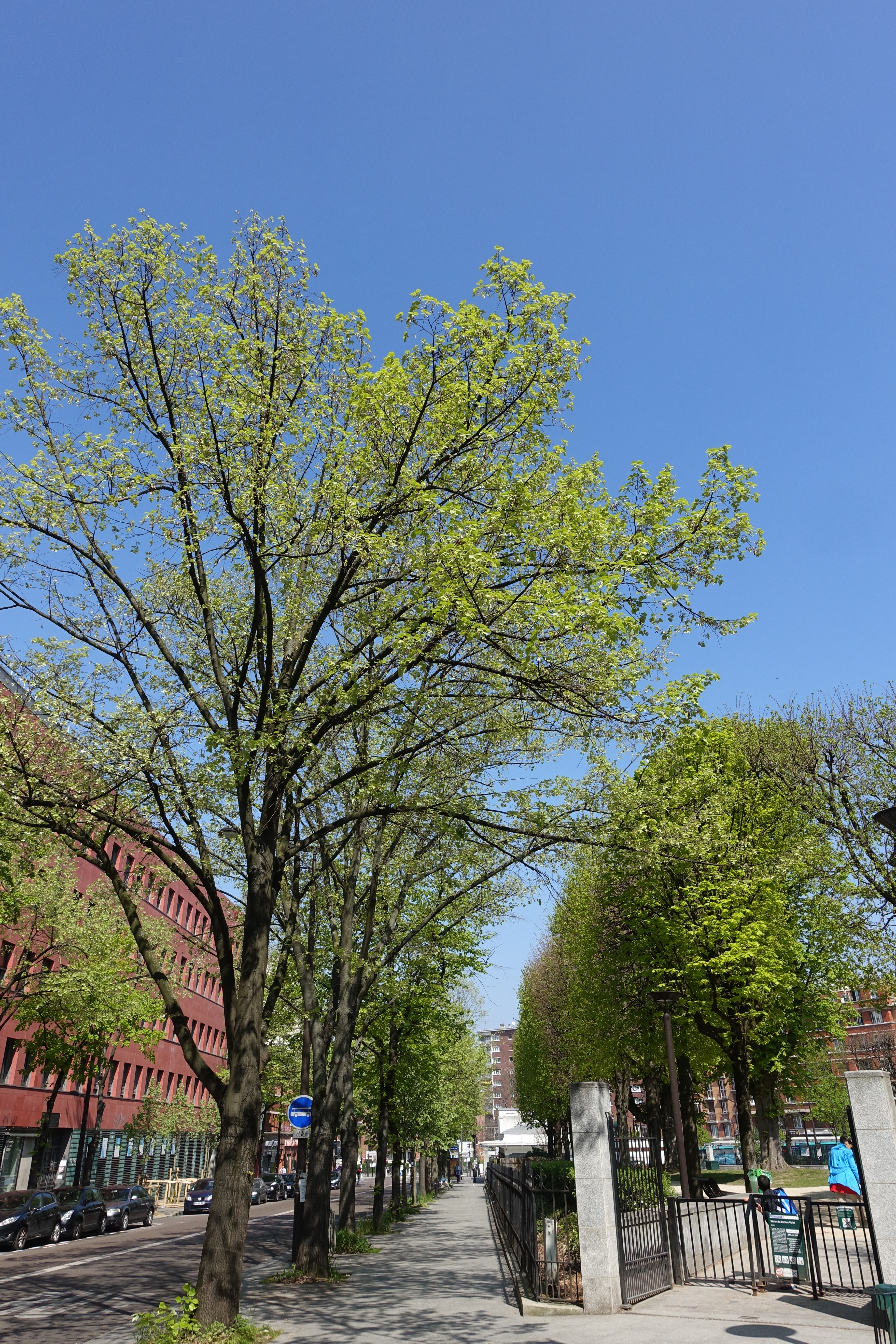
Vue de la rue depuis le boulevard Mortier. A gauche, le square du Docteur-Variot.
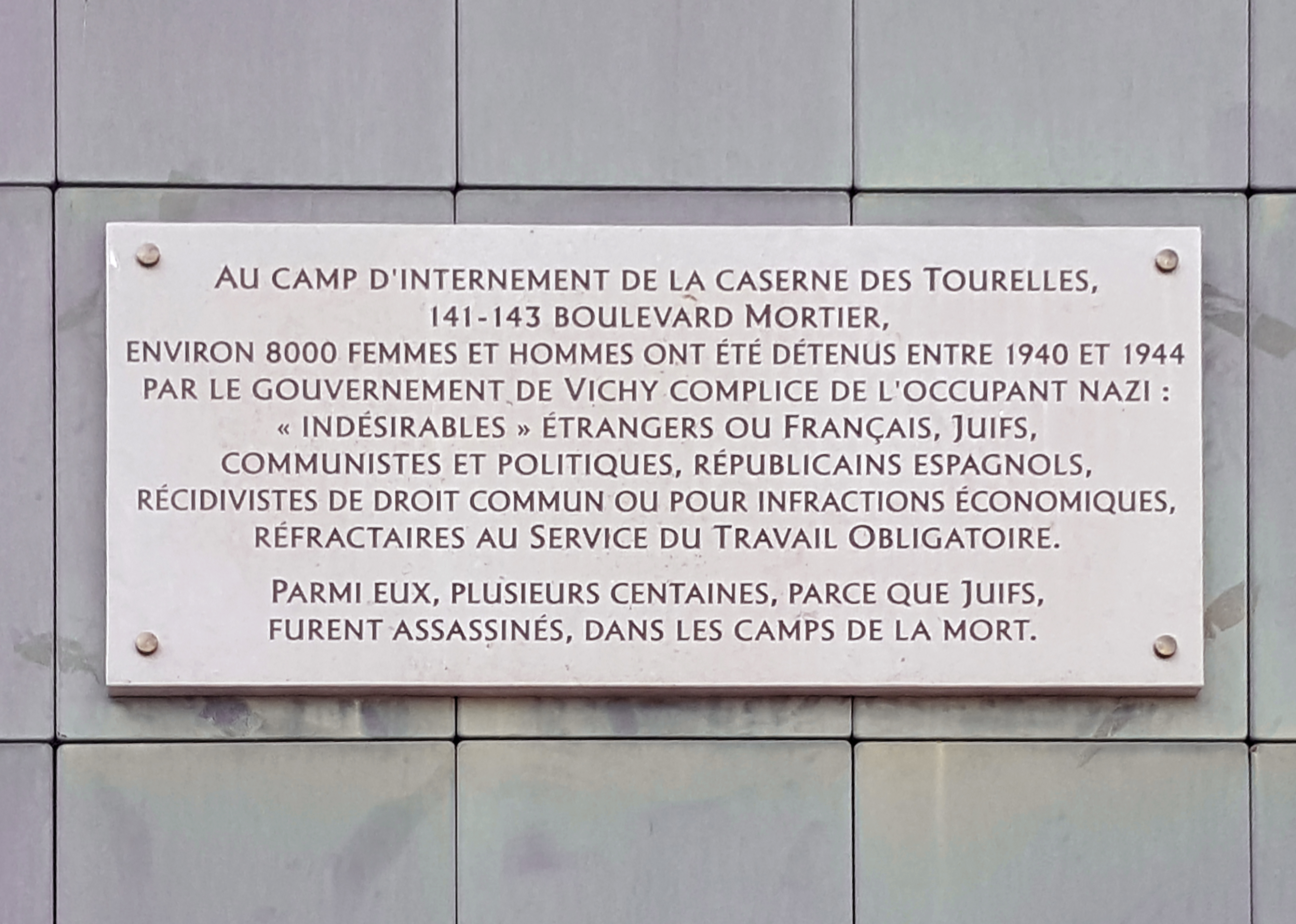
La plaque en mémoire des victimes de la caserne des Tourelles, se situe près de la rue, sur les murs de la piscine Georges-Vallerey, côté boulevard Mortier).
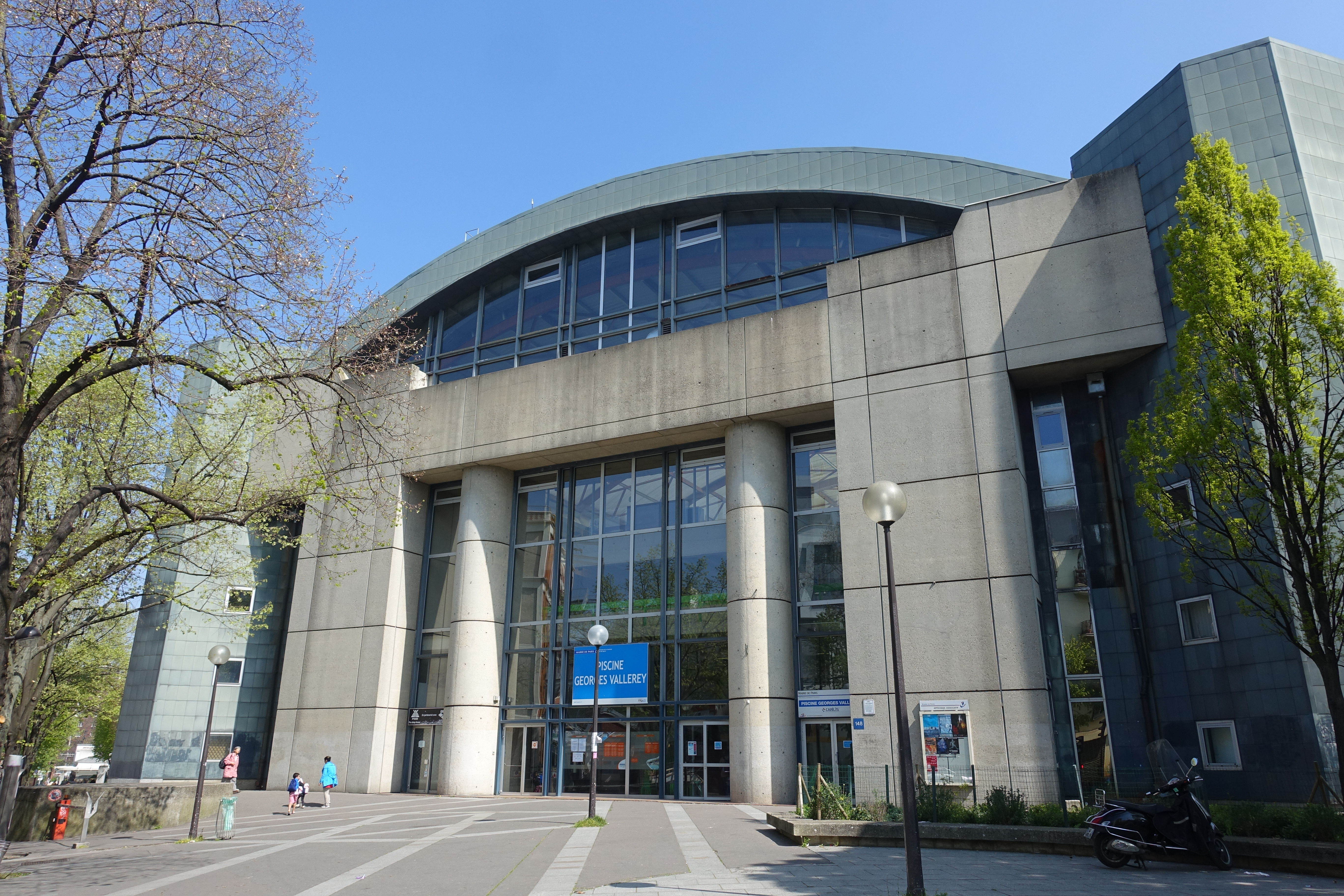
La piscine olympique Georges-Vallerey.
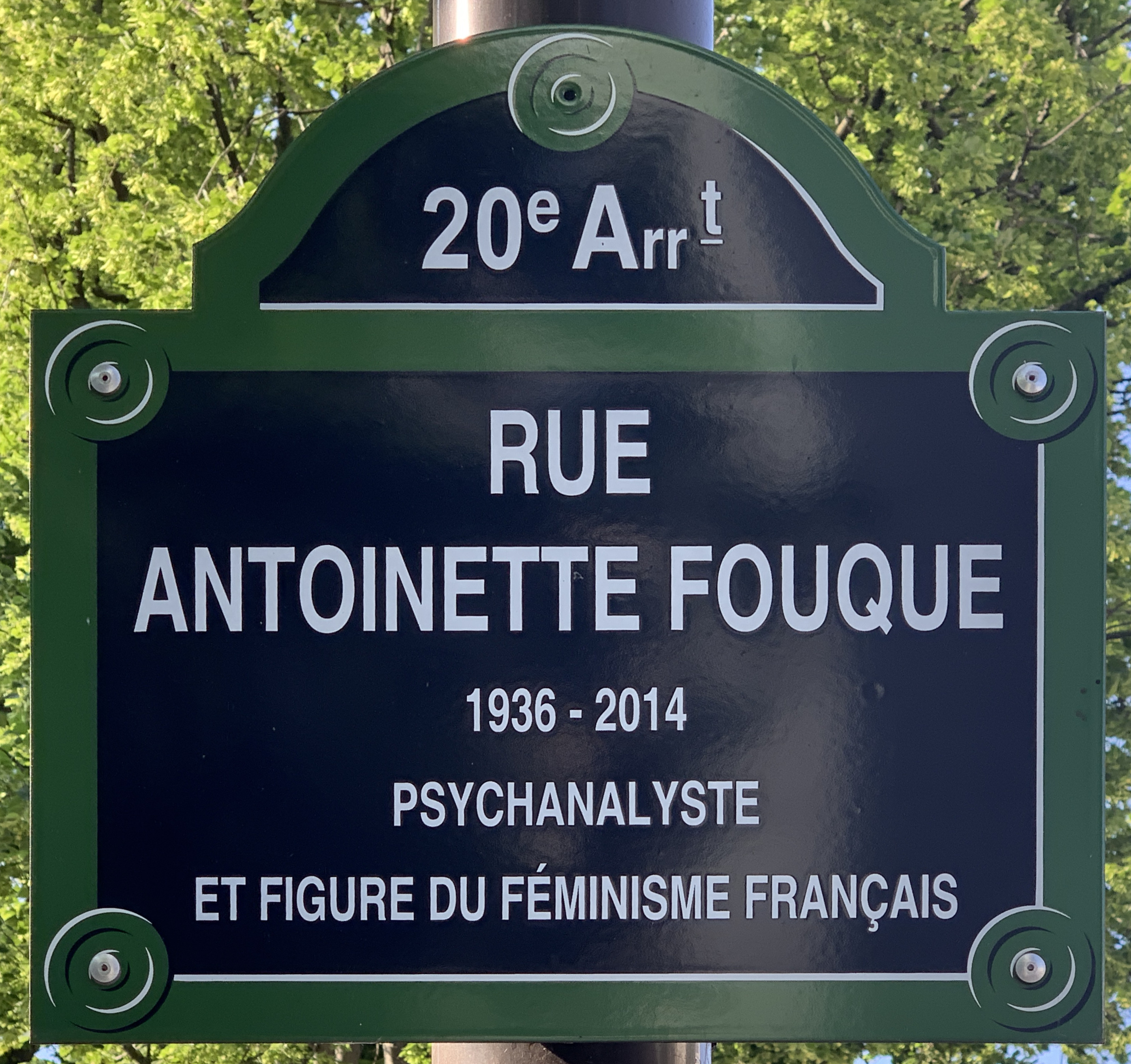
Plaque de la rue.